# Saint-Julien-lès-Montbéliard
Saint-Julien-lès-Montbéliard é uma comuna francesa na região administrativa de Borgonha-Franco-Condado, no departamento de Doubs. Estende-se por uma área de 3,81 km². Em 2010 a comuna tinha 170 habitantes (densidade: 44,6 hab./km²).